# Distretto di Puyusca
Il distretto di Puyusca è uno degli otto distretti della provincia di Parinacochas, in Perù. Si trova nella regione di Ayacucho e si estende su una superficie di 700,75 chilometri quadrati.

Istituito il 5 marzo 1954, ha per capitale la città di Incuyo; nel censimento del 2005 contava 3.055 abitanti.